# Regioselektivitet

Regioselektivitet är en egenskap hos kemiska reaktioner, som innebär att endast en kemisk bindning av flera tänkbara bildas eller bryts. Reaktionen ger endast en produkt, istället för att ge olika produkter.